# Gonbad-e Qabous
Gonbad-e Qabous ou Gonbad-e Kavous (persan : gonbad-e kāvūs, گنبد کاووس) (aussi retranscrit Gonbad-e Qabus, Gonbad-e Kavus, Gonbad-e Ghabus ou Gonbad-i Ghaboos) est une ville dans la province du Golestan en Iran.

## La tour

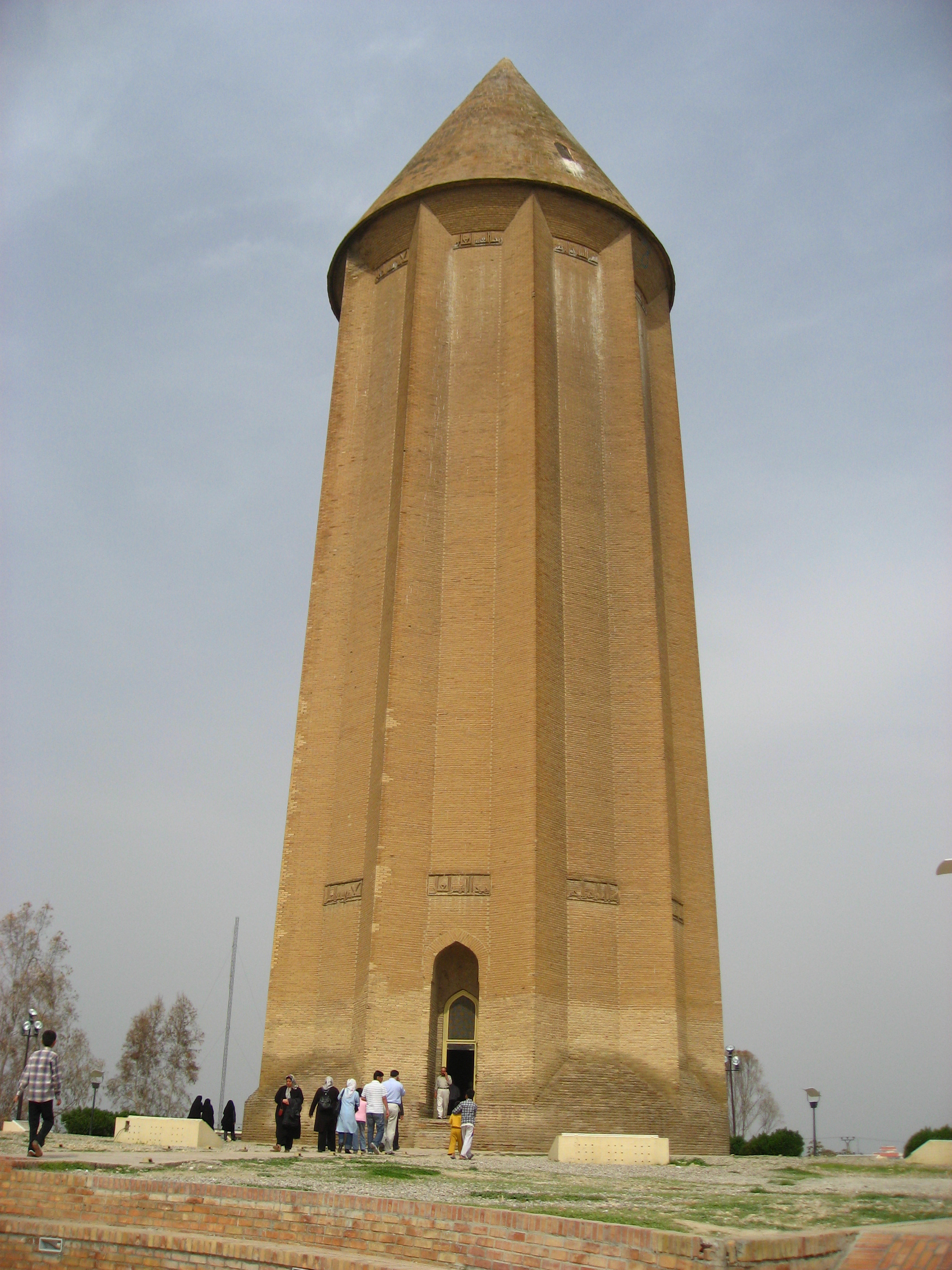
Mausolée de Qâbûs bin Vushmagîr, construit en 1007.

Gonbad-e Qabous est célèbre pour la tour de brique du même nom. Avec une hauteur de 70 mètres (incluant la hauteur de la plateforme).
Construite en 1006-1007 sur commande de l'Emir Ziyaride Shams ol-Ma'ali Qabus ibn Wushmgir (شمس المعالي قابوس بن وشمگير ), elle est située à 3 km au nord de l'ancienne ville de Jorjan (Gorgan) où régnait la dynastie Ziyaride.
Une légende raconte que le corps du sultan a été déposé dans un cercueil de verre et était suspendu au plafond de la tour. L'intérieur de la tour contient des exemples précoces de décorations utilisant des muqarnas.
Une inscription koufique en langue arabe en bas de la tour dit:
هذا القصر العالي – لامير شمس المعالي – الامير قابوس ابن وشمگير – امر به بنائه في حياته – سنه سبع و تسعين – و ثلثائيه قمريه و سنه خمس و سبعين و ثلثمائه شمسيه

« Ce grand monument a été construit pour Amir Shams ul-Ma'ali, Amir Qabus ibn Wushmgir, à sa commande, durant sa vie, en l'année 397 après l'Hégire du calendrier lunaire, en l'année 375 du calendrier solaire. »

Cette inscription certifie que cette tour a été construite pour servir de tombe au dirigeant Ziyaride nommé dans celle-ci.
La tour est inscrite sur la liste du patrimoine mondial de l'UNESCO en 2012.